# Georg Herzog
Georg Herzog (* 4. November 1884 in Nürnberg; † 2. April 1962 in Gießen) war ein deutscher Pathologe.

## Leben
Herzogs Vorfahren waren Bauern in Oberfranken. An der Ludwig-Maximilians-Universität München begann Herzog Medizin zu studieren. 1904 wurde er im Corps Palatia München aktiv. Als Inaktiver wechselte er an die Friedrich-Alexander-Universität Erlangen und die Albert-Ludwigs-Universität Freiburg.

### Leipzig
Das Staatsexamen machte er 1908 an der Universität Leipzig. Nach kurzer Tätigkeit in der Inneren Medizin trat er 1909 in die Leipziger Pathologie, in der er bei Felix Marchand seine Doktorarbeit geschrieben hatte. 1909 wurde er zum Dr. med. promoviert. 1914 habilitierte er sich mit 29 Jahren. Im Ersten Weltkrieg diente er als Armeepathologe an der Ostfront. Seit 1919 in Leipzig Prosektor, wurde er 1920 zum apl. Professor ernannt. Er untersuchte Fleckfieber, Enzephalitis, Spanische Grippe, Milzbrand und Rotz, die in den ersten Jahren der Zwischenkriegszeit grassierten. Besonders befasste er sich mit Onkologie und Behandlungsschäden durch Salvarsan.

### Gießen
Die Hessische Ludwigs-Universität berief ihn 1926 als Nachfolger von Eugen Bostroem auf den Lehrstuhl für allgemeine Pathologie und pathologische Anatomie. Als einer der ersten Pathologen errichtete Herzog an seinem Institut eine Abteilung für Gewebezüchtung. Wachstum und Fortbewegung von Zellen beobachtete er mit neu entwickelten Zeitraffern. Bei seinem Interesse am Mesenchym gewann er große Bedeutung auf dem (noch jungen) Gebiet der Knochentumoren.
1929 gewann er die Gießener Universität für den Anschluss des neuen Balneologischen Instituts in Bad Nauheim und die Einrichtung eines Lehrstuhls für Balneologie. Er sorgte auch dafür, dass das William G. Kerckhoff-Herzforschungsinstitut in Bad Nauheim gebaut und nicht der Johann Wolfgang Goethe-Universität Frankfurt am Main, sondern der Hessischen Landesuniversität angegliedert wurde. Bis zu seinem Tod war er Kurator der William G. Kerckhoff-Stiftung.
Die bei den Luftangriffen auf Gießen zerstörte Ludoviciana wurde 1945 nicht wiedereröffnet. Herzog betrieb den Bau einer neuen Universität und die Wiederaufnahme der ärztlichen Fortbildung (1949). Im September 1950 entstand daraus die Akademie für medizinische Forschung und Fortbildung. 1957 wurde sie zur neuen Medizinischen Fakultät.
Herzog vertrat in Gießen über die Emeritierung hinaus bis 1954 die Pathologie und hatte zugleich einen Lehrauftrag für Gerichtliche Medizin. Nach dem Tod von Max Versé hielt er von 1947 bis 1949 auch Vorlesungen an der Philipps-Universität Marburg.

## Werke (Auswahl)
Bibliographie in: Verhandlungen der deutschen Gesellschaft für Pathologie, 46. Tagung 1962, S. 399–402.
- Experimentelle Zoologie und Pathologie, in: Ergebnisse der allgemeinen Pathologie und pathologischen Anatomie 21 (1925), 1. Abt. S. 182–370.
- Lymphatisches Gewebe und Zellen (RES)
- Eugen Bostroem. Justus-Liebig-Universität Gießen 1951.
- Zum 350. Jahrestag der Universität Gießen. Deutsche Medizinische Wochenschrift 82 (1957), S. 1135–1137.

## Ehrungen
- Mitglied der Deutschen Akademie der Naturforscher Leopoldina (1925)
- Großes Bundesverdienstkreuz (1954)
- Dr. med. h. c. der Justus-Liebig-Universität Gießen (1959)
- Ehrenmitglied vieler medizinischer und naturwissenschaftlicher Gesellschaften